# Platycerioideae
Platycerioideae es una subfamilia de la familia Polypodiaceae de helechos. Contiene dos géneros con hojas estrelladas (que irradian desde el punto central).

## Géneros
- Platycerium
- Pyrrosia